# 매체 의존 인터페이스

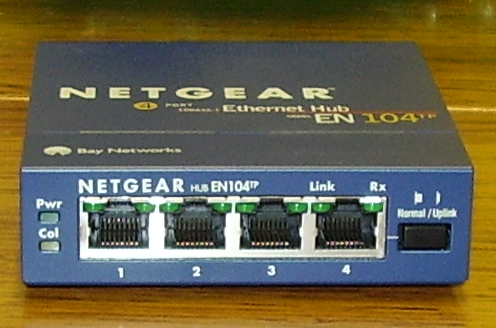
MDI-X 포트 3개와 스위치 가능 포트 1개가 있는 허브, 1998년경

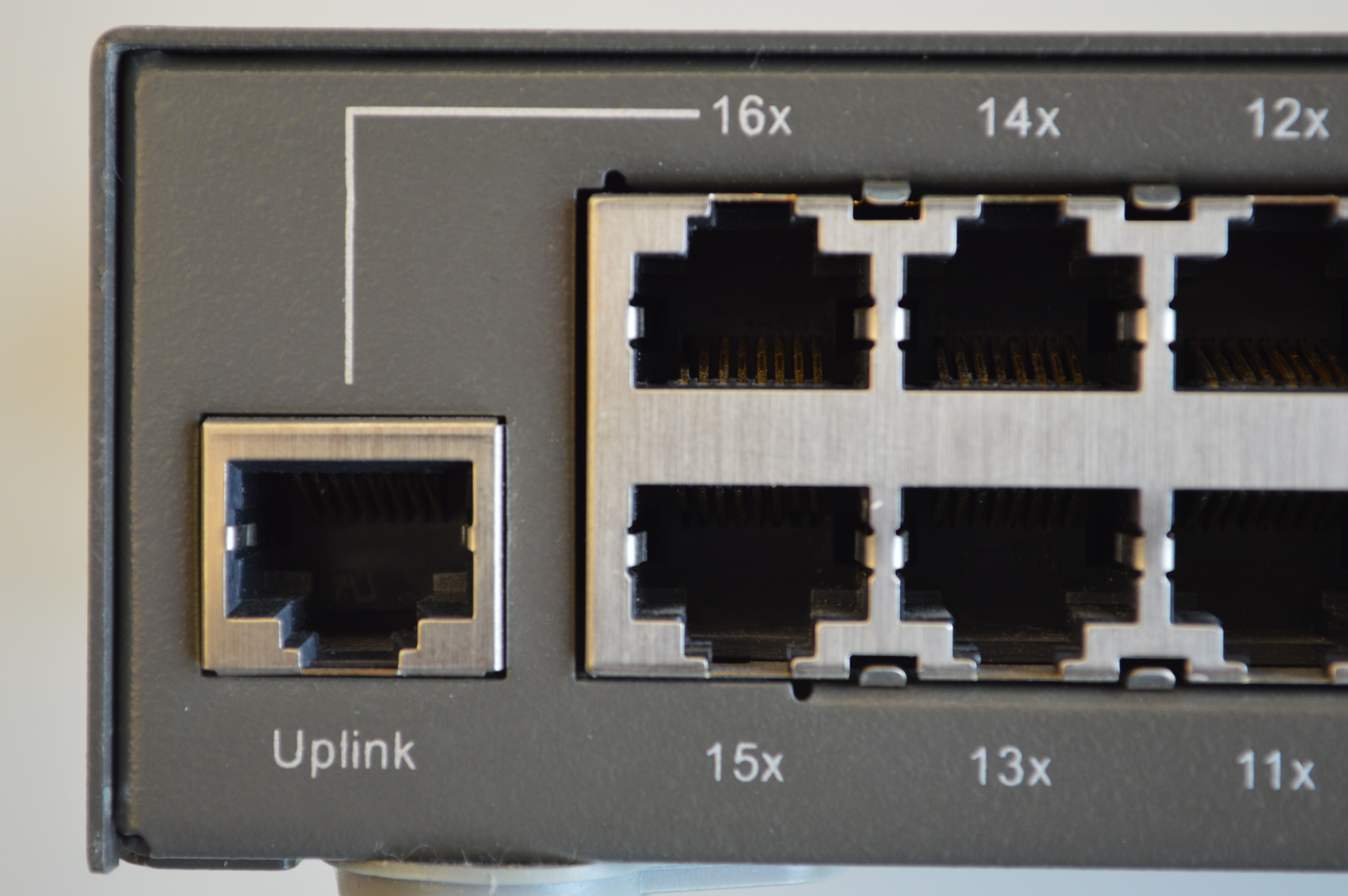
물리적 포트 2개가 있는 논리적 포트 16개를 보여주는 스위치. 각 포트는 MDI-X (허브 또는 스위치의 일반적인 구성)로 표시된 16x와 MDI로 표시된 Uplink로 구성되어 있으며, 일반 스트레이트 케이블로 다른 허브 또는 스위치에 연결하는 데 사용된다.

매체 의존 인터페이스(Medium-dependent interface, MDI)는 컴퓨터 망에서 물리 계층 구현부터 전송을 전달하는 물리 매체까지의 인터페이스(물리적 및 전기/광학적 모두)를 설명한다. 이더넷 오버 트위스트 페어(Ethernet over twisted pair)는 매체 의존 인터페이스 – 크로스오버(MDI-X) 인터페이스도 정의한다. 최신 네트워크 인터페이스의 자동 MDI-X 포트는 연결에 크로스오버가 필요한지 감지하고 링크의 다른 쪽 끝과 보완되도록 자동으로 MDI 또는 MDI-X 구성을 선택한다.

## 이더넷

10BASE-T용 스트레이트 스루 MDI–MDI-X 연결

널리 사용되는 이더넷 제품군은 일반적인 매체 의존 인터페이스를 정의한다. 10BASE5의 경우, 동축 케이블에 대한 연결은 뱀파이어 탭(vampire tap) 또는 한 쌍의 N 커넥터를 사용하여 이루어졌다. 10BASE2의 경우, 동축 케이블에 대한 연결은 일반적으로 T자형 피스가 부착된 단일 BNC 단자로 이루어졌다. 트위스트 페어 케이블링 8P8C의 경우, 모듈식 커넥터가 사용된다(이 맥락에서는 종종 RJ45라고 불린다). 광섬유의 경우, 제조업체 및 물리적 공간 가용성에 따라 다양한 커넥터가 사용된다.
10BASE-T 및 100BASE-TX에서는 통신의 두 방향에 대해 별도의 트위스트 페어가 사용된다. 트위스트 페어 케이블은 일반적으로 핀 대 핀(스트레이트 스루)으로 배선되므로 매체 의존 인터페이스에 사용되는 두 가지 다른 핀 배치가 있다. 이들은 MDI 및 MDI-X(매체 의존 인터페이스 크로스오버)라고 한다. MDI 포트를 MDI-X 포트에 연결할 때는 스트레이트 케이블이 사용되는 반면, 두 개의 MDI 포트 또는 두 개의 MDI-X 포트를 연결하려면 크로스오버 케이블을 사용해야 한다. 일반적으로 MDI는 종단 장치와 라우터에 사용되는 반면 MDI-X는 허브와 스위치에 사용된다. 일부 허브 및 스위치에는 크로스오버 케이블 없이 다른 허브 또는 스위치에 연결하기 위한 MDI 업링크 포트(종종 스위치 가능)가 있다.

## MDI vs. MDI-X
이 용어는 일반적으로 컴퓨터 또는 기타 네트워크 장치에 암컷 8P8C 포트 연결을 사용하는 이더넷 오버 트위스티드 페어 기술의 변형을 지칭한다.
X는 MDI 장치의 전송 와이어가 MDI-X 장치의 수신 와이어에 연결되어야 한다는 사실을 나타낸다.
스트레이트 케이블은 MDI 장치의 1번 및 2번 핀(전송)을 MDI-X 장치의 1번 및 2번 핀(수신)에 연결한다. 마찬가지로 3번 및 6번 핀은 MDI 장치에서는 수신 핀이고 MDI-X 장치에서는 전송 핀이다. 일반적인 관행은 네트워크 허브, 브리지 및 스위치가 MDI-X 구성을 사용하는 반면, 개인용 컴퓨터, 워크스테이션, 서버 및 라우터와 같은 다른 모든 노드는 MDI 인터페이스를 사용한다. 일부 라우터 및 기타 장치에는 특정 포트에서 MDI와 MDI-X 사이를 전환하는 업링크/일반 스위치가 있었다.
한쪽의 전송기를 다른 쪽의 수신기에 연결해야 하고 그 반대로 연결해야 하므로 두 장치 사이에는 항상 홀수 개의 크로스오버가 있어야 하며, MDI-X 포트에는 내부 크로스오버가 포함된다. 따라서 MDI를 MDI-X에 연결하려면 스트레이트 케이블(총 한 개의 크로스오버)이 필요하다. MDI를 MDI에 연결(크로스오버 없음)하거나 MDI-X를 MDI-X에 연결(두 개의 크로스오버)하려면 홀수 개를 얻기 위해 케이블에 (또 다른) 크로스오버가 필요하다. 통합 배선의 여러 패치 패널을 통해 더 복잡한 설정을 사용할 때 연결은 여러 패치 및 건물 케이블 세그먼트를 사용할 수 있다. 필요한 모든 크로스오버를 한쪽에, 즉 중앙 허브/스위치 또는 각 보조 허브/스위치에 갖는 것이 좋다.

## 자동 MDI-X

이더넷 크로스오버 케이블을 사용한 MDI-MDI 연결

동일한 구성(MDI to MDI, 또는 MDI-X to MDI-X)의 두 포트를 10 또는 100 Mbit/s 연결(10BASE-T 또는 100BASE-TX)로 연결하려면, 각 인터페이스가 전송하는 페어를 다른 인터페이스의 수신 도체에 연결하기 위해 이더넷 크로스오버 케이블이 필요하다. 계층적 스타 네트워크 토폴로지 이외의 모든 것에 두 가지 종류의 케이블이 필요하다는 혼란은 더 자동적인 해결책을 촉발했다.
자동 MDI-X 또는 오토 MDI-X 또는 자동 크로스오버 기능이 있는 트위스트 페어 이더넷 포트는 필요한 구성(MDI 또는 MDI-X)을 자동으로 감지하여 스위치를 상호 연결하거나 네트워크 노드를 P2P로 연결하기 위한 크로스오버 케이블의 필요성을 없앤다. 링크의 한쪽 끝에서 활성화되어 있는 한, 어떤 종류의 케이블이든 사용할 수 있다. 자동 MDI-X가 올바르게 작동하려면 인터페이스의 데이터 전송률과 이중 통신 설정이 자동으로 설정되어야 한다. 자동 MDI-X는 휴렛 팩커드 엔지니어인 다니엘 조셉 도브와 브루스 W. 멜빈이 개발했다.
의사 난수 생성기는 링크의 자동 협상을 시작하기 위해 네트워크 포트가 MDI 또는 MDI-X 구성으로 시작할지 결정한다.
두 개의 자동 MDI-X 포트가 서로 연결될 때(이는 최신 제품에서 일반적이다) 알고리즘 해상 시간은 일반적으로 500ms 미만이다. 그러나 각 끝이 계속 전환되는 루프의 극히 드문 경우(확률 5×1021분의 1 미만)를 해결하기 위해 약 1.4초의 비동기 타이머가 사용된다.
이후 도브는 1000BASE-T 표준 내에서 자동 MDI-X를 추진했으며, 포트가 자동 협상하지 않더라도 링크가 자동으로 설정될 수 있도록 하는 강제 모드 자동 MDI-X용 특허 알고리즘도 개발했다. 이는 주어진 장치에 구현될 수도 있고 그렇지 않을 수도 있으므로, 자동 MDI-X를 MDI-X(허브 또는 스위치) 포트에 연결할 때, 특히 자동 협상이 비활성화된 경우 간혹 크로스오버 케이블이 여전히 필요할 수 있다.
최신 라우터, 허브 및 스위치(일부 10/100 및 실제로는 모든 1기가비트 또는 10기가비트 장치 포함)는 10/100 Mbit 연결에 자동 MDI-X를 사용하여 케이블이 연결되면 적절한 구성으로 자동 전환한다.
트위스트 페어 케이블을 통한 기가비트 및 그 이상의 이더넷 링크는 양방향 동시 전송을 위해 4개의 케이블 페어를 모두 사용한다. 이러한 이유로 전용 전송 및 수신 페어가 없으며, 따라서 1000BASE-T 통신에는 크로스오버 케이블이 전혀 필요하지 않다. 물리 매체 부착 하위 계층(PMA)은 각 페어를 식별하며 일반적으로 크로스오버 케이블에서도 작동하고, 페어가 비정상적으로 바뀌거나 페어의 극성이 예상치 못하게 반전되어도 작동한다.

## 같이 보기
- 매체 독립 인터페이스 (Media-independent interface, MII)